# Régions de planification (Lettonie)
Pour les articles homonymes, voir Région de planification.
 (février 2025).
Le contenu est difficilement compréhensible vu les erreurs de traduction, qui sont peut-être dues à l'utilisation d'un logiciel de traduction automatique.
Les régions de planification sont des personnes publiques établies par la loi sur le développement régional. Elles ont été mises en place en août 2006 avec pour objectif la planification du développement régional de la Lettonie et la coordination entre les municipalités et les autres organismes gouvernementaux. En juin 2006, le gouvernement letton amendé la loi sur le développement régional entré en vigueur le premier août 2006. C'est à cette date que les régions de planification ont acquis la personnalité juridique. Le nombre de régions de planification est de cinq.
Bien qu'elle soit au nombre de cinq, Eurostat divise la Lettonie en 6 régions (reģioni). Cela vient du fait que Riga est pris en compte séparément de la région à laquelle elle appartient.

## Compétences
Les domaines qui relèvent de leur compétence sont : la planification du développement, la coordination des municipalités et des autres organismes gouvernementaux. Leurs compétences sont les suivantes :
- la planification à long terme du développement régionales des grands principes ;
- gérer et superviser la planification des programmes de développement régionaux et la planification du développement ainsi que sa mise en œuvre;
- d'évaluer et de donner des avis sur les documents de planification régionales et locales afin de faire respecter la cohérence, les lois et règlements;
- assurer la coopération entre les municipalités, les régions de planification ainsi que la coopération avec les institutions nationales pour assurer les mesures de soutien régionaux au développement ;

## Régions
| Régions                              | Plus grande ville | Superficie | Population | Densité   |
| ------------------------------------ | ----------------- | ---------- | ---------- | --------- |
| Région de planification de Riga      | Riga              | 10 132 km2 | 1 098 523  | 108.3/km² |
| Région de planification de Courlande | Liepāja           | 13 596 km2 | 301 621    | 22.1/km²  |
| Région de planification de Latgale   | Daugavpils        | 14 549 km2 | 343 646    | 23.5/km²  |
| Région de planification de Zemgale   | Jelgava           | 10 733 km2 | 281 928    | 26.1/km²  |
| Région de planification de Vidzeme   | Valmiera          | 15 246 km2 | 235 576    | 15.4/km²  |
| Lettonie                             | Riga              | 64 256 km² | 2 261 294  | 34.9/km²  |

## Histoire
Les institutions régionales ont commencé à se former à l'initiative des municipalités par des projets de développement commun. Avec la législation sur le développement régional, les cinq régions de planification ont été formées le 5 mai 2009 sur les bases de la décision no 391 du Gouvernement de Lettonie,.

## Sources
- (lv) Cet article est partiellement ou en totalité issu de l’article de Wikipédia en letton intitulé « Latvijas plānošanas reģioni » (voir la liste des auteurs).

## Compléments